# Heteranthessius dubius
Heteranthessius dubius is een eenoogkreeftjessoort uit de familie van de Lichomolgidae. De wetenschappelijke naam van de soort is voor het eerst geldig gepubliceerd in 1903 door Scott T..